# El Cerrato
El Cerrato o El Cerrato Palentino és una de les quatre comarques no oficials en què es divideix la província de Palència. Té 1.534 km² i gairebé 25.000 habitants. Històricament tenia pobles que avui estan a les províncies de Burgos i Valladolid.

Comarca a la província de Palència

## Municipis
- Alba de Cerrato
- Antigüedad
- Astudillo
- Baltanás
- Castrillo de Don Juan
- Castrillo de Onielo
- Cevico de la Torre
- Cevico Navero
- Cobos de Cerrato
- Cordovilla la Real
- Cubillas de Cerrato
- Dueñas
- Espinosa de Cerrato
- Hérmedes de Cerrato
- Herrera de Valdecañas
- Hontoria de Cerrato
- Hornillos de Cerrato
- Magaz de Pisuerga
- Melgar de Yuso
- Palenzuela
- Población de Cerrato
- Quintana del Puente
- Reinoso de Cerrato
- Soto de Cerrato
- Tabanera de Cerrato
- Tariego de Cerrato
- Torquemada
- Valbuena de Pisuerga
- Valdecañas de Cerrato. -Pedania-
- Valdeolmillos
- Valle de Cerrato
- Venta de Baños
- Vertavillo
- Villaconancio
- Villahán
- Villalaco
- Villamediana
- Villamuriel de Cerrato
- Villaviudas
- Villodre
- Villodrigo